# Ivan Bek
Ivan Bek nebo také Beck (29. října 1909 Bělehrad – 2. června 1963 Sète) byl jugoslávský fotbalový útočník. Narodil se v bělehradské čtvrti Čubura německému otci a české matce, od šestnácti let hrál ligu za Beogradski sportski klub. Poté působil v FK Mačva Šabac a v roce 1928 přestoupil do francouzského FC Sète 34, s nímž vyhrál Ligue 1 1934 a Francouzský fotbalový pohár 1930 a 1934. Hrál také za AS Saint-Etienne a Nîmes Olympique. Za jugoslávskou fotbalovou reprezentaci startoval na Letních olympijských hrách 1928 a na mistrovství světa ve fotbale 1930, kde vstřelil tři branky. V letech 1935–1937 reprezentoval v pěti utkáních Francii pod jménem Yvan Beck. Za druhé světové války byl příslušníkem hnutí Résistance, podílel se na osvobození věznice v Sisteronu. Po válce pracoval jako dělník v docích, zemřel v bídě a zapomnění na srdeční mrtvici.